# Калифорнийски щатски път 17
Калифорнийски щатски път 17 или магистрала 17 (на английски: California State Route 17) е щатски път, който се разпростира между Сан Хосе и Санта Круз в щата Калифорния, САЩ. Щатски път 17 е създаден през 30-те години на 20 век и е дълъг 42,63 км (26,49 мили). На места щатски път 17 е магистрала с по 4 ленти във всяка посока. Пътят преминава през планинската верига Санта Круз. Пътят представлява най-директната и бърза връзка на Района на Санфранциския залив със Санта Круз. При Санта Круз на юг щатски път 17 се пресича с магистрала 1, а на север при Сан Хосе се пресича с магистрала 280 и магистрала 880.